# ジロ・デ・イタリア 1981
ジロ・デ・イタリア 1981(Giro d'Italia 1981) は、自転車による競走である「ジロ・デ・イタリア」の64回目のレースである。1981年5月13日から6月7日まで全22区間、全行程3895kmで行われ、終盤まで総合優勝争いがもつれたが、ジョヴァンニ・バッタリンが激戦を制し総合優勝を果たした。
バッタリンは、同年4月21日から5月10日まで開催されたブエルタ・ア・エスパーニャも制覇しており、ジロとブエルタの同一年度総合優勝例としては、1973年のエディ・メルクス以来、史上2人目の達成者となった。

## 結果

### 総合成績
|    | 選手名                           | 国籍         | 時間            |
| -- | -------------------------------- | ------------ | --------------- |
| 1  | ジョヴァンニ・バッタリン         | イタリア     | 104時間50分36秒 |
| 2  | トミー・プリム                   | スウェーデン | +38秒           |
| 3  | ジュゼッペ・サロンニ             | イタリア     | +50秒           |
| 4  | シルヴァーノ・コンティーニ       | イタリア     | +2分59秒        |
| 5  | ヨーゼフ・フフス                 | スイス       | +3分19秒        |
| 6  | ロベルト・ヴィセンティーニ       | イタリア     | +5分37秒        |
| 7  | アルフィーオ・ヴァンディ         | イタリア     | +9分32秒        |
| 8  | ベアト・ブロイ                   | スイス       | +10分02秒       |
| 9  | クラウディオ・ボルトロット       | イタリア     | +10分12秒       |
| 10 | ジャンバッティスタ・バロンケッリ | イタリア     | +12分01秒       |

### マリア・ローザ保持者
| 選手名                     | 国籍       | 首位区間        |
| -------------------------- | ---------- | --------------- |
| ヌット・ヌードセン         | ノルウェー | プロローグ      |
| ギド・ボンテンピ           | イタリア   | 第1(A)          |
| フランチェスコ・モゼール   | イタリア   | 第1(B)、第3-第5 |
| グレゴール・ブラウン       | 西ドイツ   | 第2             |
| ジュゼッペ・サロンニ       | イタリア   | 第6-第12        |
| ロベルト・ヴィセンティーニ | イタリア   | 第13            |
| シルヴァーノ・コンティーニ | イタリア   | 第14-第19       |
| ジョヴァンニ・バッタリン   | イタリア   | 第20-最終       |

### 各部門賞結果
| ポイント賞 | ジュゼッペ・サロンニ         | イタリア     | 215ポイント |
| 2位        | トミー・プリム               | スウェーデン | 133ポイント |
| 3位        | ジョヴァンニ・マントヴァーニ | イタリア     | 127ポイント |
| 山岳賞     | クラウディオ・ボルトロット   | イタリア     | 510ポイント |
| 2位        | ベアト・ブロイ               | スイス       | 300ポイント |
| 3位        | ベネデット・パテッラーロ     | イタリア     | 290ポイント |